# They're Playing with Fire
They're Playing with Fire (conocida en español como Ellos estan jugando con fuego en España y Jugando con fuego  en Hispanoamérica) es una película de suspenso erótico estadounidense de 1984 dirigida por Howard Avedis y protagonizada por Sybil Danning, Eric Brown, Andrew Prine y Paul Clemens.

## Argumento
La profesora de literatura inglesa, Dra. Diane Stevens, trabaja en Ocean View College, donde contrata al estudiante Jay Richard para barnizar su yate 'Lillian'. Durante un descanso, ella lo seduce y tienen sexo. Más tarde, mientras lleva a Jay a la gasolinera donde trabaja, Diane le pide que le haga un favor.
Diane y su esposo, el profesor Michael, planean utilizar a Jay para obtener una gran herencia de Lillian y Lettie Stevens, la madre y abuela de Michael. Michael prefiere esperar a que sus familiares mueran de viejos, pero Diane está aburrida de su vida ordinaria y amenaza con dejar a Michael si no recibe el dinero pronto. Los dos convencen a Jay para que asuste a los familiares de Michael y los saquen de la casa para poder ponerlos en una casa de retiro. El intento de Jay se ve frustrado cuando el perro de la familia comienza a ladrarle. Angustiada, Lillian ahuyenta a Jay disparándole con un rifle. Poco después, alguien asesina a Lillian y Lettie. Jay corre al astillero, donde Michael empieza a sospechar de él. El llama a Lillian y Lettie y luego descubre que fueron asesinadas. Michael acusa a Jay, quien a su vez acusa a Michael de querer incriminarlo. Jay promete que no acudirá a la policía y se compromete a descubrir quién cometió el asesinato.
Al día siguiente, Michael comienza a acosar a Jay. Jay le dice a Diane que saque a Michael de su caso y declara que sabe que ella solo lo estaba usando. Más tarde, la novia de Jay, Cynthia, intenta chantajearlo amenazándolo con mostrar fotografías de él y Diane juntos en el yate a todos en el campus. Jay la rechaza. Cuando George, el jardinero, pregunta por Lillian y Lettie, Michael miente acerca de que se fueron a Hawái. Jay mira alrededor del yate y encuentra un fragmento de cristal de una pantalla de televisión, sangre en las zapatillas deportivas, una pistola y facturas de un hospital psiquiátrico infantil en Suiza. Jay le muestra todo esto a Diane, quien le dice que no vaya a la policía porque sospecharán de él y no de Michael. Ella también le advierte que Michael es capaz de ser violento. Esto convence a Jay y los dos hacen el amor.
Más tarde, Michael, ebrio, se enfrenta a Diane y la acusa de tener relaciones sexuales con Jay. Diane solo revela que Jay ha encontrado pruebas en su contra y los está espiando. En la casa de Lillian y Lettie, Jay intenta deshacerse de sus huellas dactilares, pero el es ahuyentado por el asesino. Al día siguiente, Diane le informa a Jay que George es el primo de Lillian. Cynthia visita la casa de Michael para mostrarle las fotos de la aventura de Diane, pero es asesinada por el asesino, ahora vestido como Santa Claus. En el campus, Diane ve a Michael sobornando a George. Luego, Michael la acusa de ser la asesina y de conspirar contra él y Jay para obtener la herencia. Michael también rompe con ella al saber de la infidelidad de Diane. Más tarde, Diane visita a Jay y le cuenta lo que pasó. Jay y Diane luego comienzan a tener relaciones sexuales.
Sin embargo, Michael aparece allí. Diane y Jay escapan al yate, donde él le confiesa su amor por ella. Michael los rastrea y se prepara para dispararle a Jay, pero cede. Luego aparece el asesino y asesina a Michael. Diane y Jay lo persiguen hasta la mansión. Allí, George se enfrenta al asesino, que se llama Martin y sufre la corea de Huntington, por lo que es terminal. Es el hijo ilegítimo de George y Lillian y, por tanto, puede heredar la fortuna. George convenció a la familia para que llevara a Martin desde Suiza para que él pudiera heredar la fortuna en lugar de Michael y Diane. Martin, enojado y desilusionado, mata a George, creyendo que solo le importa el dinero.
Martin, que también asesinó a Michael, ahora planea matar a Diane. Defendiéndola con el rifle, Jay mata a Martin, quien resulta ser 'Bird', su amigo de la escuela y compañero de cuarto.
Más tarde, Diane visita a Jay en el trabajo y le regala su auto como forma de agradecimiento por haber obtenido la herencia. Luego ella invita a Jay a que la acompañe a Hawaii, él acepta y se van juntos.

## Reparto
- Sybil Danning como la Dra. Diane Stevens, una sexy profesora de literatura inglesa en Ocean View Campus, California.
- Eric Brown como Jay Richard, un estudiante universitario joven e inteligente.
- Beth Scheffell como Cynthia, la novia de Jay.
- Paul Clemens como Martin 'Bird' Johnson, amigo de Jay y Cynthia
- Andrew Prine como Prof. Michael Stevens, profesor titular de psicología y esposo de la Dra. Diane
- K. T. Stevens como Lillian Stevens, madre del profesor Michael
- Margaret Wheeler como Lettie Stevens, abuela del profesor Michael
- Gene Bicknell como George Johnson, el jardinero y personal de mantenimiento de la familia Stevens.
- Violet Manes como Jenny, criada de la familia Stevens.
- Alvy Moore como Jimbo, propietario de una gasolinera que emplea a Jay a tiempo parcial.
- Dominick Brascia como Glenn, amigo de Jay y Cynthia
- Greg Kaye como amigo de Dale, Jay y Cynthia
- Suzanne Kennedy como Janice, amiga de Jay y Cynthia
- Bill Conklin como predicador
- Curt Ayers como el camarero
- Terese Hanses como cantante de pub
- Joe Portaro como profesor
- Marlene Schmidt como cliente de gasolinera

## Lanzamiento
They\re Playing with Fire se estrenó en Los Ángeles el 27 de abril de 1984.Tras su lanzamiento, varias reseñas, incluidas Los Angeles Times y The Hollywood Reporter, advirtieron que el anuncio impreso era engañoso ya que sugería un “juego sexual”, opuesto a un "thriller de terror".